# Medaglia commemorativa della Grande Guerra (Austria)
La Medaglia commemorativa della Grande Guerra (in tedesco: Kriegserinnerungsmedaille) è una medaglia della Prima Repubblica austriaca concessa ai superstiti della prima guerra mondiale che avessero militato nell'esercito austriaco.

## Storia
Nel 1933, su proposta del presidente Wilhelm Miklas, il governo austriaco istituì l'onorificenza della medaglia commemorativa della prima guerra mondiale. Essa venne concessa ai veterani di guerra ed ai superstiti della Prima Guerra Mondiale.

## Insegne
La medaglia realizzata in tombac ed aveva il diametro di 33 mm. Il verso riportava l'aquila (simbolo nazionale) col capo a destra con ai piedi uno scudo con l'emblema semplificato dell'Austria. Sopra l'aquila si trova l'iscrizione "FÜR ÖSTERREICH" ("Per l'Austria"). Il retro della medaglia riportava le date 1914-1918 circondate da una corona d'alloro.
Il nastro, di 40 mm, era di forma triangolare come per le decorazioni austriache ed era bianco con due strisce da 4 mm al centro e una più piccola per ciascun lato. A coloro che avevano avuto un ruolo attivo nei combattimenti, la medaglia era concessa con due spade incrociate da applicare al nastro.